# 冬廣應尚
冬廣 應尚（ふゆひろ まさなお、1974年（昭和49年）4月20日 - ）は、日本の実業家。イフイング株式会社代表取締役社長。
美容商社・株式会社インテンスおよびIT企業・インベード株式会社の代表取締役も務める。

## 人物・経歴
京都府京都市出身。1997年に京都工芸繊維大学卒業後、大手システムインテグレーター企業に入社。
1999年、父親である冬廣憲二が代表を務める、株式会社フユヒロ・トレーディングカンパニーに入社。
同年4月、大阪営業所を大阪市西区新町に開設。
2002年、取締役営業本部長に就任。
2003年、ヘア化粧品メーカーの株式会社イフイングを設立。
2007年4月、株式会社フユヒロ・トレーディングカンパニーの社名を「株式会社インテンス」に変更。
同年の社名変更に伴い、冬廣憲二が代表取締役会長に、冬廣應尚が代表取締役社長に就任。
2011年、株式会社イフイングから「イフイング株式会社」に社名変更。新たにドクタージュニア事業部を開設し、美容室向けヘアケアブランド「TOKIO インカラミ」を発売。
以後、世界各国に展開。
（2022年9月時点、フランス、メキシコ、ウクライナ、モロッコ、ドバイ、シンガポール、マレーシア、香港、台湾、韓国）
2019年、インベード株式会社を設立し、現在はIT分野にも進出している。
またアートやスポーツなどの後援も幅広く行っており、一般社団法人・TEAM JAPAN MX PROJECTの会長も務める。